# Dragan Bavčar
Dragan Bavčar, slovenski častnik, * 27. maj 1958.

## Življenjepis
Rodil se je očetu Venčeslavu, ki je bil prav tako častnik in sicer podpolkovnik v JLA in materi Ivi uslužbenki. Njegov brat je Igor Bavčar, nekdanji notranji minister v času osamosvojitvene vojne in podjetnik. Leta 2002 je diplomiral na takratni Visoki policijsko-varnostni šoli v Ljubljani.
Po krajši zaposlitvi v gospodarstvu, kjer se je ukvarjal z avtomatizacijo, se je v začetku 90-ih let zaposlil v tedanji Teritorialni obrambi, kjer je bil vodja odseka protizračne obrambe. Kasneje je v Slovenski vojski postal načelnik Sektorja za strateško načrtovanje, doktrino in razvoj J-5 in direktor štaba na Generalštabu. V javnosti je postal najbolj znan kot vodja projekta nakupa oklepnikov 8 x 8, kjer je bil izbran finski oklepnik Patria AMV. Zaradi tega je bil tudi eden izmed akterjev afere Patria. 
15. maja 2008 je bil povišan v čin brigadirja, karierno pot v Slovenski vojski pa je končal leta 2014.  